# 白岭镇
白岭镇，是中华人民共和国江西省九江市修水县下辖的一个乡镇级行政单位。

## 行政区划
白岭镇下辖以下地区：
白沙岭社区、桃树港社区、蕉洞村、温泉村、下太清村、桃树村、大庄段村、荣春村、沙坪村、邓家嘴村、清水桥村、白岭村和三千段村。